# Combles-en-Barrois
Combles-en-Barrois är en kommun i departementet Meuse i regionen Grand Est (tidigare regionen Lorraine) i nordöstra Frankrike. Kommunen ligger i kantonen Bar-le-Duc-Sud som tillhör arrondissementet Bar-le-Duc. År 2022 hade Combles-en-Barrois 773 invånare.

## Befolkningsutveckling
Antalet invånare i kommunen Combles-en-Barrois
| Referens: INSEE |